# Некрашово
Некрашово — деревня в Торопецком районе Тверской области России в составе Пожинского сельского поселения. Расположена примерно в 14 км к северо-востоку от деревни Пожня.
Название «Некрашово» происходит от мужского личного имени Некрас, Некраш, что значит «некрасивый, невзрачный человек».
В конце XIX — начале XX века усадьба Некрашево значится в Торопецком уезде Псковской губернии. Три двора, четыре жителя.

## Население
| 2010 |
| ---- |
| 54   |